# فريدي تشافيس
فريدي تشافيس هو لاعب كرة قدم ومدرب كرة قدم بلجيكي، ولد في 8 أكتوبر 1918 في غنت في بلجيكا، وتوفي بنفس المكان في 18 ديسمبر 2004. شارك مع منتخب بلجيكا لكرة القدم. أما مع النوادي، فقد لعب مع كونينكليجك سبورتفرينغنغ فاريغيم ونادي غينت ونادي كورتريك.

## وصلات خارجية
- فريدي تشافيس على موقع الاتحاد البلجيكي (الإنجليزية)
- فريدي تشافيس على موقع قاعدة بيانات كرة القدم.إي يو (الإنجليزية)
- فريدي تشافيس على موقع ناشيونال فوتبول تيمز (الإنجليزية)
- فريدي تشافيس على موقع عالم كرة القدم.نت (الإنجليزية)